# 樊绪银
樊绪银（？—），男，中华人民共和国政治人物，曾任中共中央政法委副秘书长。现任第十三届全国政协委员。